# Železniška postaja Podrožca
Železniška postaja Podrožca (nemško Bahnhof Rosental) je ena večjih železniških postaj na avstrijskem Koroškem. Nahaja se v Šentjakobu v Rožu v Avstriji.　